# Samsung Town
Samsung Town là một tổ hợp các tòa nhà chọc trời, văn phòng lớn tọa lạc tại quận Seocho ở Seoul, Hàn Quốc. Nơi đây đóng vai trò như một trụ sở chính, trung tâm công nghệ cao và kinh doanh toàn cầu của tập đoàn đa quốc gia Samsung.
Samsung Town được thiết kế bởi hãng kiến trúc lừng danh Kohn Pedersen Fox. Samsung Electronics, Samsung C&T, và Samsung Life Insurance sử dụng 3 tòa nhà có chiều cao lần lượt là 200-150-150 mét, 44, 34 và 32 tầng làm trụ sở chính. Hiện nay, Samsung Electronics và Samsung C&T đã di chuyển vào trong các tòa nhà trong khi Samsung Life Insurance cho Samsung Electronics và các chi nhánh khác thuê.